# Sandesneben
Sandesneben – gmina w Niemczech w kraju związkowym Szlezwik-Holsztyn, w powiecie Herzogtum Lauenburg, siedziba urzędu Sandesneben-Nusse.